# Xylotrechus annobonae
Xylotrechus annobonae es una especie de insecto coleóptero de la familia Cerambycidae. Estos longicornios son endémicos de la isla de Annobón (Guinea Ecuatorial).
Mide unos 13 mm.